# 蘇哈金斯卡河
蘇哈金斯卡河（烏克蘭語：Суха Кінська），是烏克蘭的河流，位於該國東南部扎波羅熱州，屬於孔卡河的支流，流經波洛希區，河道全長21.6公里，流域面積114平方公里。